# 1555 a tudományban
Az 1555. év a tudományban és a technikában.

## Események
- a norfolki Tengerészeti Iskola alapítása

## Születések
- Thomas Cavendish, angol felfedező

## Halálozások
- május 25. - Gemma Frisius matematikus, geográfus (* 1508).
- augusztus 8. - Oronce Finé matematikus és geográfus (* 1494).
- november 21. – Agricola német tudós (* 1494)